# Bleach: Versus Crusade
Bleach: Versus Crusade é um jogo eletrônico de luta, baseado no mangá e anime Bleach de Tite Kubo, produzido pela desenvolvedora de jogos eletrônicos japonesa Treasure e publicado pela Sega, lançado para Wii em 2008. A jogabilidade se baseia em executar diferentes gestos com o controle para ativar ataques de curta, média ou longa distância.